# برايس
برايس (بالإنجليزية: Bryce)‏ هو برنامج نمذجة ثلاثية الأبعاد، وتصيير، وتحريك رسوم، متخصص في تصميم المناظر الطبيعية، تم أخذ اسم برايس من برايس كانيون وهو متنزه في الولايات المتحدة الأمريكية يحتوي على كثير من المناظر الطبيعية والتي تم محاكاتها لأول مرة عن طريق البرنامج.
قام كين ماسجريف، إريك وينجر بتطوير برنامج برايس. في عام 1994 تم إصدار برايس 1.

## تاريخ
نشأ برنامج برايس الأصلي نتيجة العمل بالهندسة الكسورية لخلق صور حاسوبية واقعية للسلاسل الجبلية والسواحل، طورت البرامج المبنية على المباديء الكسورية على يد كين موسغريف Ken Musgrave «الذي أنشأ في وقت لاحق برنامج موجو ورلد MojoWorld» وهو طالب من بونوا ماندلبروت Benoît Mandelbrot ، ومن ثم طور من قبل اريك فينجر Eric Wenger ، وفي وقت لاحق التقى فينجر مع فنان البرمجيات كاي كراوس Kai Krause وعمل معه لتصميم واجهة المستخدم الأساسية.
في عام 1994 م ظهرت أول نسخة تجارية برايس 1.0 لأجهزة ماكنتوش.
في عام 1996 م ظهر برايس 2.0، شمل الكثير من التحسينات لإنشاء سلسلة جبال واقعية، مثل مصادر مستقلة للضوء، التأثيرات الجوية المعقدة، إضافة الأشكال البدائية مع أساليب منطقية للجمع بينهما، وتجديد محرر التكسية، أيضآ تم إصداره للعمل على ويندوز بالرغم من أن أول نسخة مستقرة 2.1 لم تظهر حتى العام 1997 م.
في عام 1997 م ظهر الإصدار 3.1، تم فيه إضافة القدرة على تحريك المشهد «بشكل مستقر» من قبل شركة ميتا كرييشنس Meta Creations التي تأسست حديثاً، عنصر الكاميرا يظهر وقت التحرير ويكون غير مرئي في الصورة النهائية، والتي تسمح بالتحكم بمراقبة المشهد، توضع الكاميرا في موضع واحد حال التقاط صورة واحدة، وتوضع في المسار المراد إنشاء مشهد منه بحيث تنتج عدة صورة من عدة مواضع، ثم يتم جمع الصورة المنشأة على طول مسار الكاميرا لإنشاء رسوم متحركة واقعية لمحاكاة رحلة عبر عالم ديناميكي.
في عام 1999 ظهر برايس 4.0 مع تحسينات كبيرة في التعامل مع السماء والغلاف الجوي، وكذلك في التكسية وإمكانية الاستيراد والتصدير للكائنات.
في عام 2000 تم شراء برايس من قبل شركة كوريل Corel Corporation .
في عام 2001 أصدرت شركة كوريل برايس 5.0، متضمن كثير من المميزات الجديدة مثل معمل الشجرة Tree Lab ، والكرات العضوية metaballs ، وبعد فترة قصيرة تم إصدار برايس 5.01 لإصلاح بعض العيوب وإضافة بعض الميزات الغير موثقة.
في عام 2004م، تم بيع البرنامج مرة أخرى، لشركة داز ثري دي DAZ 3D .
في عام 2005 م، أصدرت شركة داز برايس 5.5، والذي تضمن إضافة ستوديو داز للأشخاص، وذلك ليحقق إمكانية التكامل مع كلاً من ملفات برنامج داز وملفات برنامج بوزر، مما يسمح للمستخدمين استيراد محتويات البرنامجين لبرايس بشكل كامل بما في ذلك جميع المكونات كالمواد والشفافية، مما يجعل برايس الأسهل في وضع شخصيات بشرية ضمن مشاهده.
في عام 2006م أصدرت شركة داز برايس 6.0، وهو يتضمن تحديث 6.1 المتوافق مع ماك أنتل Mac Intel ، ومزايا جديدة مثل استيراد الحركة، دعم المعالجات ثنائية النواة dual-processor ومعالجات الترابط الهجين hyper-threading ، وأداة التكرار العشوائية، وتحرير التضاريس المتقدم، ودعم التصوير بالمدى الديناميكي العالي HDRI وغيره من أقراص الصور، الواجهة ظلت على نفس اتساعها ولكن أضيفت صبغة خضراء عليها، وأزرار مختلفة على لوحة الإنشاء.
في يونيو عام 2007م، قدمت شركة داز برايس 5.5 كبرنامج مجاني للجميع.
في صيف عام 2009م، أصدرت شركة داز برنامج داز ستوديو 3.0، بدأ كأن هذه النسخة صممت لكسر برايس 6.1 .
في ديسمبر عام 2009م، أصدرت شركة داز برايس 6.3 الذي أصبح أفضل استقرارا، ودعم نظام التشغيل ماك أو إس Mac OS X v10.6.
في يوليو 2010م، أصدرت شركة داز برايس 7، تضمن مزايا جديدة معمل التوضيح Instancing Lab ، والإضاءة المتقدمة، أيضاً تحديث داز ستوديو بردج، ومعمل السماء، والسحب والصور HDRI ، صدر برايس 7 بثلاث نسخ، نسخة مجانية محدودة، نسخة قياسية تفتقر للمزايا الجديدة، نسخة المحترفين وتشمل كل المزايا،